# Далтон (Джорджія)
Далтон (англ. Dalton) — місто (англ. city) в США, адміністративний центр округу Вітфілд штату Джорджія. Населення — 34 417 осіб (2020).

## Географія
Далтон розташований за координатами 34°46′9″ пн. ш. 84°58′14″ зх. д. / 34.76917° пн. ш. 84.97056° зх. д. (34.769222, -84.970420).  За даними Бюро перепису населення США в 2010 році місто мало площу 53,24 км², з яких 53,20 км² — суходіл та 0,04 км² — водойми.

### Клімат
| Клімат : Далтон       | Клімат : Далтон | Клімат : Далтон | Клімат : Далтон | Клімат : Далтон | Клімат : Далтон | Клімат : Далтон | Клімат : Далтон | Клімат : Далтон | Клімат : Далтон | Клімат : Далтон | Клімат : Далтон | Клімат : Далтон | Клімат : Далтон |
| Показник              | Січ.            | Лют.            | Бер.            | Квіт.           | Трав.           | Черв.           | Лип.            | Серп.           | Вер.            | Жовт.           | Лист.           | Груд.           | Рік             |
| Середній максимум, °C | 10,1            | 12,7            | 17,8            | 22,3            | 26,4            | 30,1            | 32,0            | 31,8            | 28,6            | 23,3            | 17,3            | 11,5            | 22,0            |
| Середній мінімум, °C  | −1,1            | 0,3             | 4,2             | 7,6             | 13,1            | 17,7            | 20,2            | 19,8            | 16,1            | 9,5             | 4,3             | 0,6             | 9,4             |
| Норма опадів, мм      | 132             | 124             | 127             | 103             | 105             | 119             | 133             | 102             | 124             | 89              | 125             | 123             | 1406            |
| Днів з опадами        | 8,7             | 8,6             | 9,3             | 8,2             | 8,3             | 9,7             | 9,8             | 8,1             | 7,1             | 6,3             | 8,6             | 8,5             | 101,2           |
| --------------------- | --------------- | --------------- | --------------- | --------------- | --------------- | --------------- | --------------- | --------------- | --------------- | --------------- | --------------- | --------------- | --------------- |
| Джерело:              |                 |                 |                 |                 |                 |                 |                 |                 |                 |                 |                 |                 |                 |

## Демографія

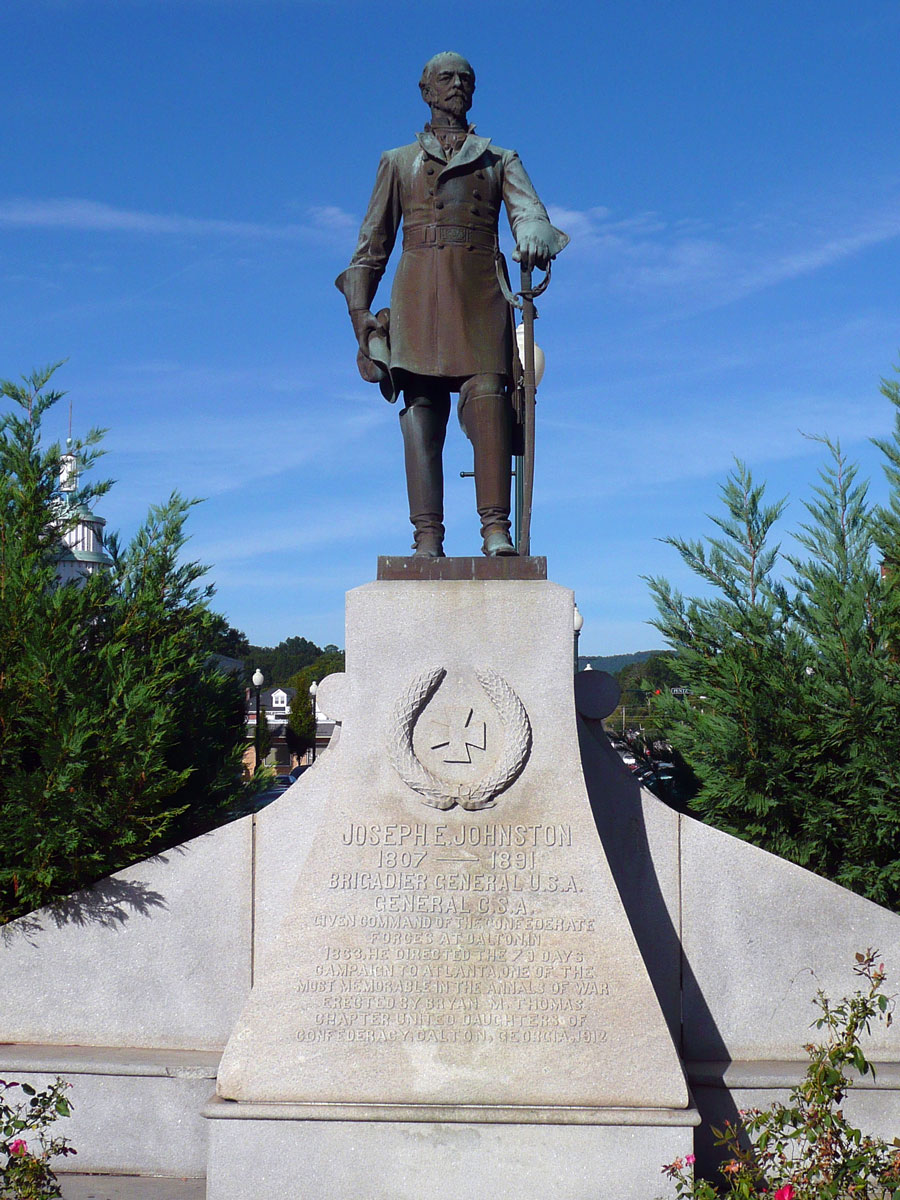
Пам'ятник генералу Джозефу Джонстону в Далтоні

Згідно з переписом 2010 року, у місті мешкало 33 128 осіб у 11 337 домогосподарствах у складі 7582 родин. Густота населення становила 622 особи/км².  Було 13378 помешкань (251/км²).
Расовий склад населення:
| - 65,0 % — білих - 6,4 % — чорних або афроамериканців - 2,4 % — азіатів - 0,6 % — корінних американців - 0,1 % — вихідців з тихоокеанських островів - 22,2 % — осіб інших рас |

До двох чи більше рас належало 3,2 %. Частка іспаномовних становила 48,0 % від усіх жителів.
За віковим діапазоном населення розподілялося таким чином: 29,5 % — особи молодші 18 років, 59,8 % — особи у віці 18—64 років, 10,7 % — особи у віці 65 років та старші. Медіана віку мешканця становила 31,3 року. На 100 осіб жіночої статі у місті припадало 97,2 чоловіків;  на 100 жінок у віці від 18 років та старших — 95,5 чоловіків також старших 18 років.
Середній дохід на одне домашнє господарство  становив 54 900 доларів США (медіана — 35 074), а середній дохід на одну сім'ю — 64 199 доларів (медіана — 45 232). Медіана доходів становила 28 180 доларів для чоловіків та 25 172 долари для жінок. За межею бідності перебувало 23,8 % осіб, у тому числі 33,6 % дітей у віці до 18 років та 11,7 % осіб у віці 65 років та старших.
Цивільне працевлаштоване населення становило 14 481 осіб. Основні галузі зайнятості: виробництво — 39,4 %, роздрібна торгівля — 13,3 %, освіта, охорона здоров'я та соціальна допомога — 12,0 %.

## Відомі уродженці
- Марла Мейплз — американська актриса та продюсер
- Мітчелл Боггс — американський бейсболіст